# Wohnhaus Hafenstraße 35

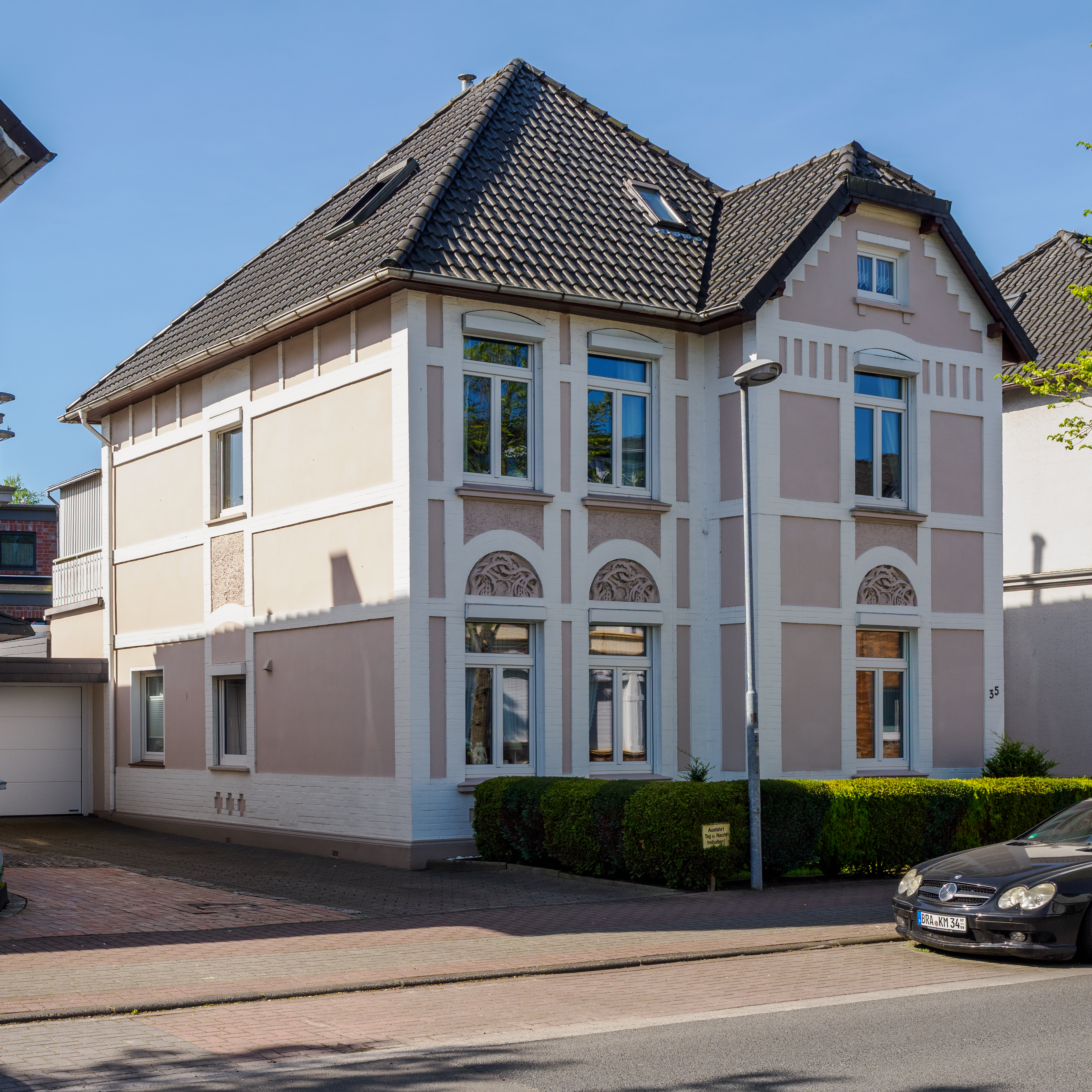
Wohnhaus Hafenstraße 35

Das Wohnhaus Hafenstraße 35 im niedersächsischen Nordenham im Landkreis Wesermarsch stammt vom Anfang des 20. Jahrhunderts.
Aktuell (2023) wird es als Wohnhaus genutzt.
Das Gebäude steht unter Denkmalschutz (siehe auch Liste der Baudenkmale in Nordenham).

## Beschreibung und Geschichte
Das zweigeschossige verputzte traufständige Gebäude auf Sockel mit Walm- und Satteldach, dem seitlichen Eingang mit (späterem) Vordach und dem rechten Giebelrisalit mit aufsteigendem Treppengesims im Giebeldreieck sowie den rundbogigen (EG) und rechteckigen (OG), gerahmten Öffnungen und horizonztalen Bändern, wurde wohl um 1900 gebaut. Es ähnelt den denkmalgeschützten Häusern Nr. 19, Nr. 21, Nr. 27 und Nr. 33 in der Straße. Diese Häuser werden auch als Kapitänshäuser bezeichnet.
Das Landesdenkmalamt befand zur Bedeutung: „… geschichtlich, städtebaulich …“